# ATC code A08
ATC code A08 فراورده‌های ضدچاقی، بجز محصولات رژیم غذایی زیرگروهی درمانی از سیستم طبقه‌بندی شیمیایی درمانی آناتومیک است. این سیستمِ متشکل از کدهای حرفی‌عددی را سازمان جهانی بهداشت برای طبقه‌بندی داروها و سایر تولیدات پزشکی ایجاد کرده است. زیرگروه A08 جزوی از گروه آناتومیک A مجرای گوارش و متابولیسم است.

کدهای مورد استفاده در دامپزشکی (کدهای ATCvet) را می‌توان با گذاشتن حرف Q جلو کدهای انسانی ATC ایجاد کرد: مثلاً QA08. کدهای ATCvet که فاقد کدهای انسانی متناظر ATC هستند، در فهرست ذیل با حرف آغازین Q ذکر شده‌اند.
ممکن است نسخه‌های ملی از طبقه‌بندی ATC حاوی کدهای اضافه‌ای باشند که در این فهرست (نسخهٔ سازمان جهانی بهداشت) نیامده باشند.

## A08A Antiچاقیpreparations, بجز محصولاترژیمی

### A08AACentrallyacting antiobesity products
A08AA01 Phentermine
A08AA02 فنفلورامین
A08AA03 Amfepramone
A08AA04 Dexfenfluramine
A08AA05 Mazindol
A08AA06 Etilamfetamine
A08AA07 Cathine
A08AA08 Clobenzorex
A08AA09 مفنورکس
A08AA10 سیبوترامین
A08AA11 Lorcaserin
A08AA56 افدرین, combinations
A08AA62 Bupropion and naltrexone

### A08ABPeripherallyacting antiobesity products
A08AB01 ارلیستات
QA08AB90 Mitratapide
QA08AB91 Dirlotapide

### A08AX سایر داروهای ضدچاقی
A08AX01 Rimonabant